# Deutschmeisterplatz
Der Deutschmeisterplatz befindet sich im 1. Wiener Gemeindebezirk Innere Stadt. Er wurde 1876 nach dem Infanterieregiment Hoch- und Deutschmeister Nr. 4 benannt, das hauptsächlich aus Wienern bestand.

## Geschichte
Die Gegend des heutigen Deutschmeisterplatzes gehörte im Mittelalter zur Vorstadt vor dem Werdertor. Nach der Errichtung der Wiener Stadtmauer war es bis ins 19. Jahrhundert Teil des Glacis, einer unverbauten Fläche vor derselben. Dann wurde die Mauer abgerissen und an ihrer Stelle die Wiener Ringstraßenzone gestaltet. 1870 wurde dort, wo heute der Deutschmeisterplatz liegt, lediglich eine Quergasse zwischen Schottenring und Maria-Theresien-Straße vorgesehen, ehe 1876 doch ein Platz vor der Seitenfront der Rossauer Kaserne geöffnet wurde.

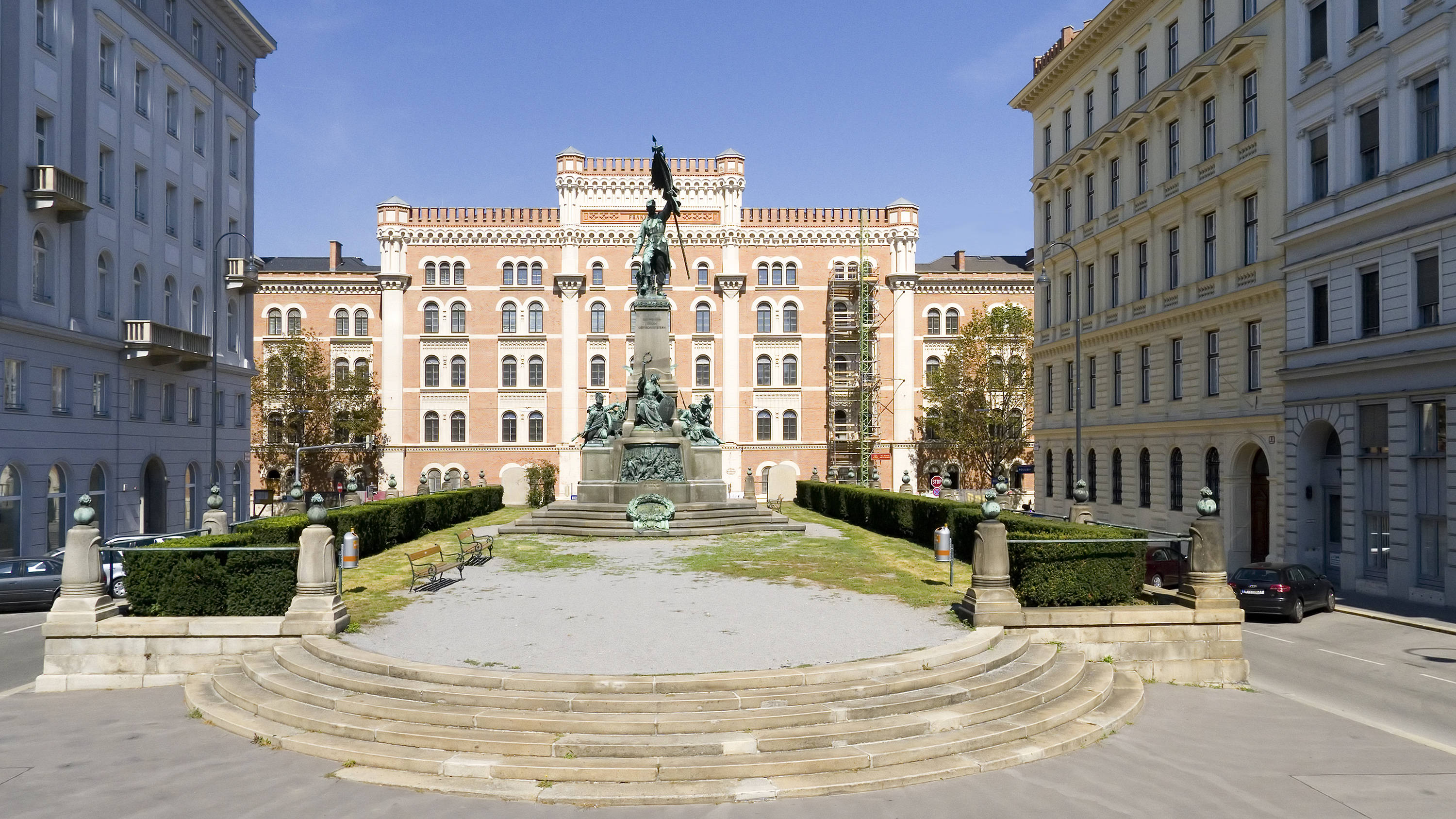
Deutschmeisterplatz

## Lage und Charakteristik
Der Deutschmeisterplatz ist ein schlichter, rechteckiger Platz zwischen dem Schottenring und der Maria-Theresien-Straße, der genau vor dem Tor der Seitenfront der Rossauer Kaserne liegt. Den größten und mittleren Teil des Platzes nimmt das Deutschmeister-Denkmal ein, das den Platz somit beherrscht. Zu beiden Seiten des Denkmals bleiben zwei gassenartige Fahrbahnen übrig, die als Einbahnstraßen jeweils in die eine und andere Richtung geführt werden. Radfahrer können den Deutschmeisterplatz in beide Richtungen befahren, womit die Radwege von Schottenring und Maria-Theresien-Straße eine Verbindung erfahren. Öffentliche Verkehrsmittel streifen den Deutschmeisterplatz lediglich, ohne in der Nähe zu halten. So verkehrt die Straßenbahnlinie 1 über den Schottenring und die U-Bahn-Linie U2 direkt unterhalb des Platzes. Der Deutschmeisterplatz, der zwischen zwei von starkem Autoverkehr frequentierten Straßen liegt, weist selbst nur schwachen Anrainerverkehr und auch nur wenige Fußgänger auf. Die Verbauung des Platzes besteht einheitlich aus Gebäuden des Historismus, die Wohn- und Bürozwecken dienen und unter Denkmalschutz stehen.

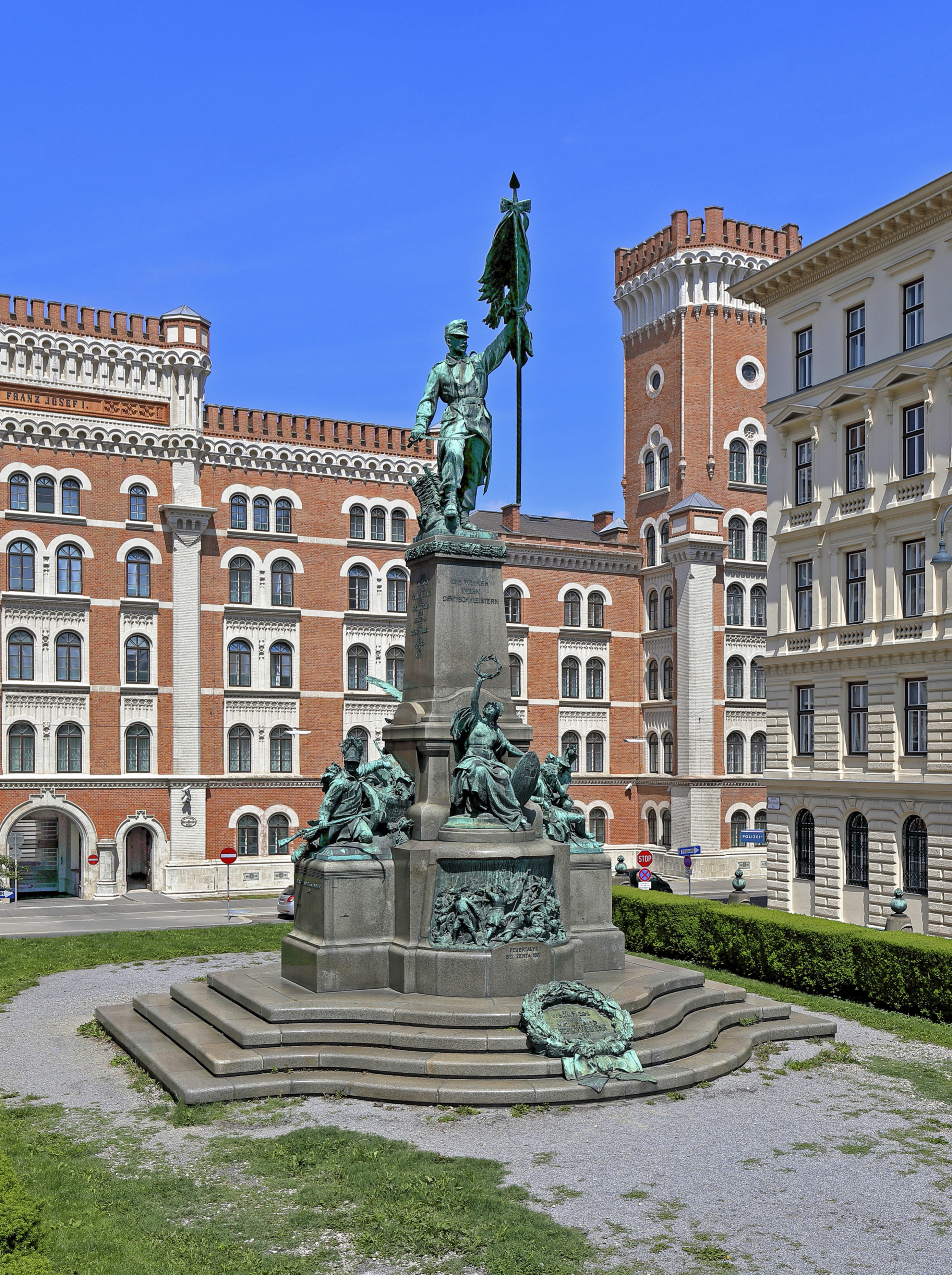
Deutschmeister-Denkmal

## Bauwerke

### Deutschmeister-Denkmal
→ siehe Hauptartikel Deutschmeister-Denkmal

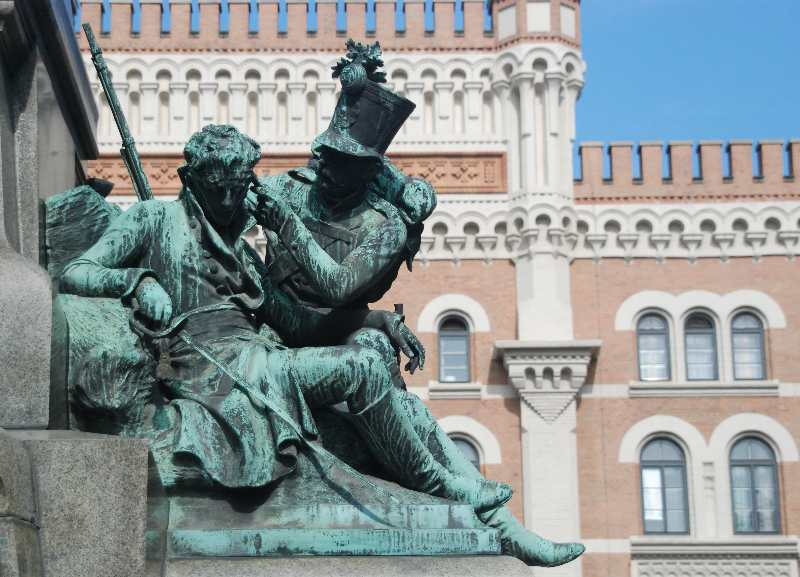
Der getreue Kamerad 1814 vom Deutschmeister-Denkmal

Das 1896 gestiftete Deutschmeister-Denkmal entstand anlässlich des zweihundertjährigen Jubiläums des Wiener Hausregiments der Hoch- und Deutschmeister Nr. 4. Der architektonische Entwurf stammt von August Weber, die Bronzeplastiken vom Bildhauer Johannes Benk. Das 1906 fertiggestellte Ensemble liegt beherrschend in der Platzmitte und besteht aus einer eingefriedeten Fläche auf hohem Steinsockel, in der das mehrteilige Denkmal liegt. Auf einem Granitobelisk erhebt sich die Figur eines Fahnenträgers, an dessen Fuß sitzt Vindobona, die Allegorie der Stadt Wien, an den Seiten die Figuren des treuen Kameraden von 1814 rechts und des Grenadiers von Landshut 1809 links. Unterhalb der Vindobona befindet sich das Bronzerelief Feuertaufe bei Zenta 1697, an der Rückseite die Büstenmedaillons der beiden Hochmeister Franz Ludwig von Pfalz-Neuburg 1696 und Erzherzog Eugen von Österreich-Teschen 1896, sowie das Wappenschild des Deutschen Ordens mit dem Bronzerelief Graf Soro bei Kolin 1757. 1931 wurde der Bronzelorbeerkranz am Fuße des Denkmals für die Opfer des Ersten Weltkrieges hinzugefügt.

### Nr. 1: Haus Goldschmidt
Das Gebäude an der Ecke von Schottenring und Deutschmeisterplatz wurde 1879 von Wilhelm Stiassny errichtet. Zwischen 1938 und 1945 war es Sitz des NS-Lehrerbundes. Es besitzt eine hohe gequaderte Sockelzone, über der sich die glatt verputzten Obergeschoße mit Ädikula- und Giebelfenstern erheben. Das Portal wird durch gebänderte toskanische Säulen geziert, über dem ein Balkon mit vier Karyatiden zu sehen ist. Beachtenswert ist vor allem die zum Teil altdeutsche Innenausstattung des Hauses.
Das Haus liegt an der Hauptadresse Schottenring 25.

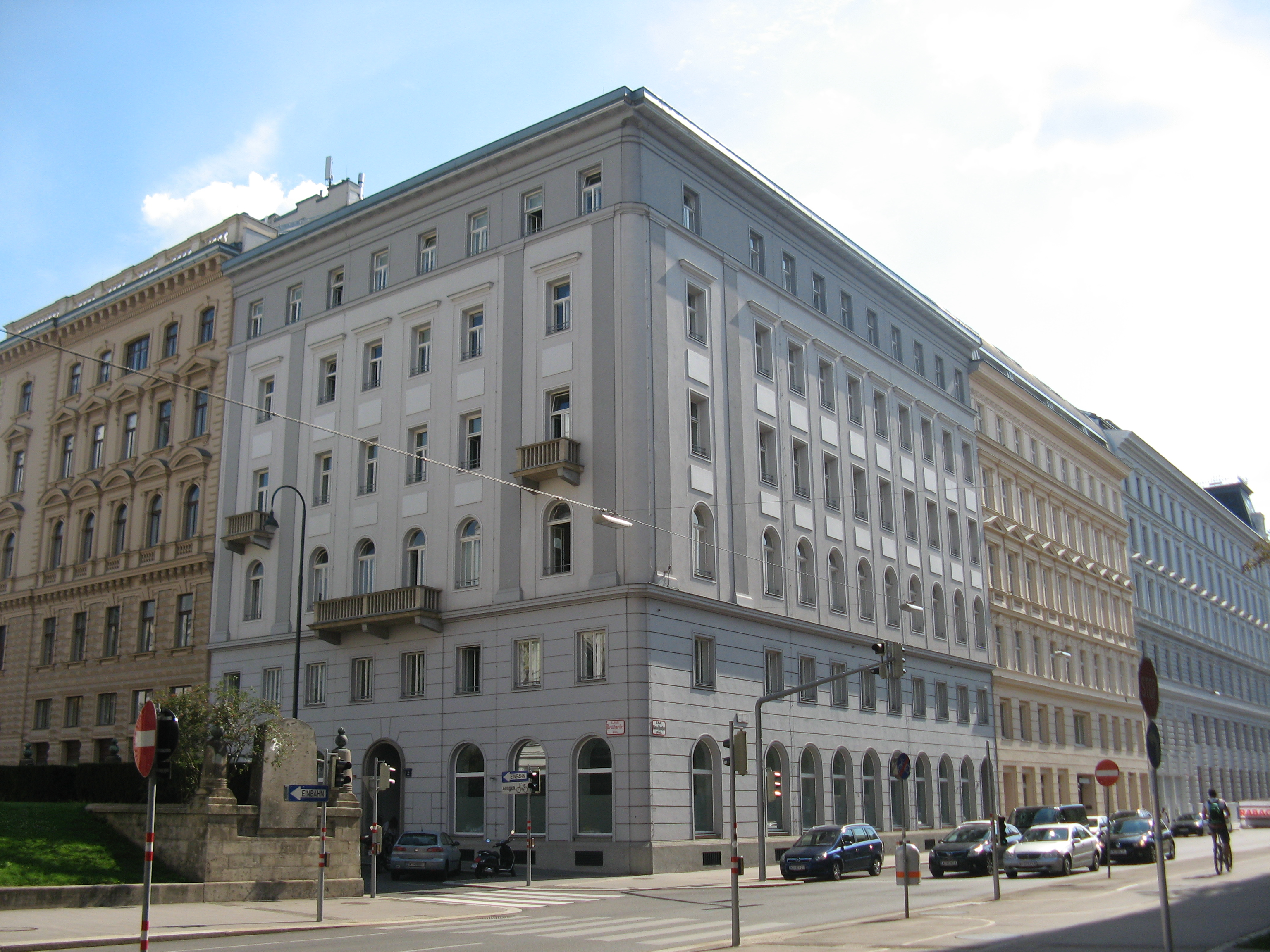
Deutschmeisterplatz 2

### Nr. 2: Wohnhaus Hellin und Milch
Das Gebäude wurde 1880 von Dionys Milch an der Ecke Deutschmeisterplatz und Maria-Theresien-Straße errichtet. 1953 gestaltete man die Fassade vereinfacht mit Riesenpilastern neu. Beachtenswert sind vor allem Foyer und Stiegenhaus. Lange Jahre war das Haus Sitz der Gewerkschaft der Privatangestellten.

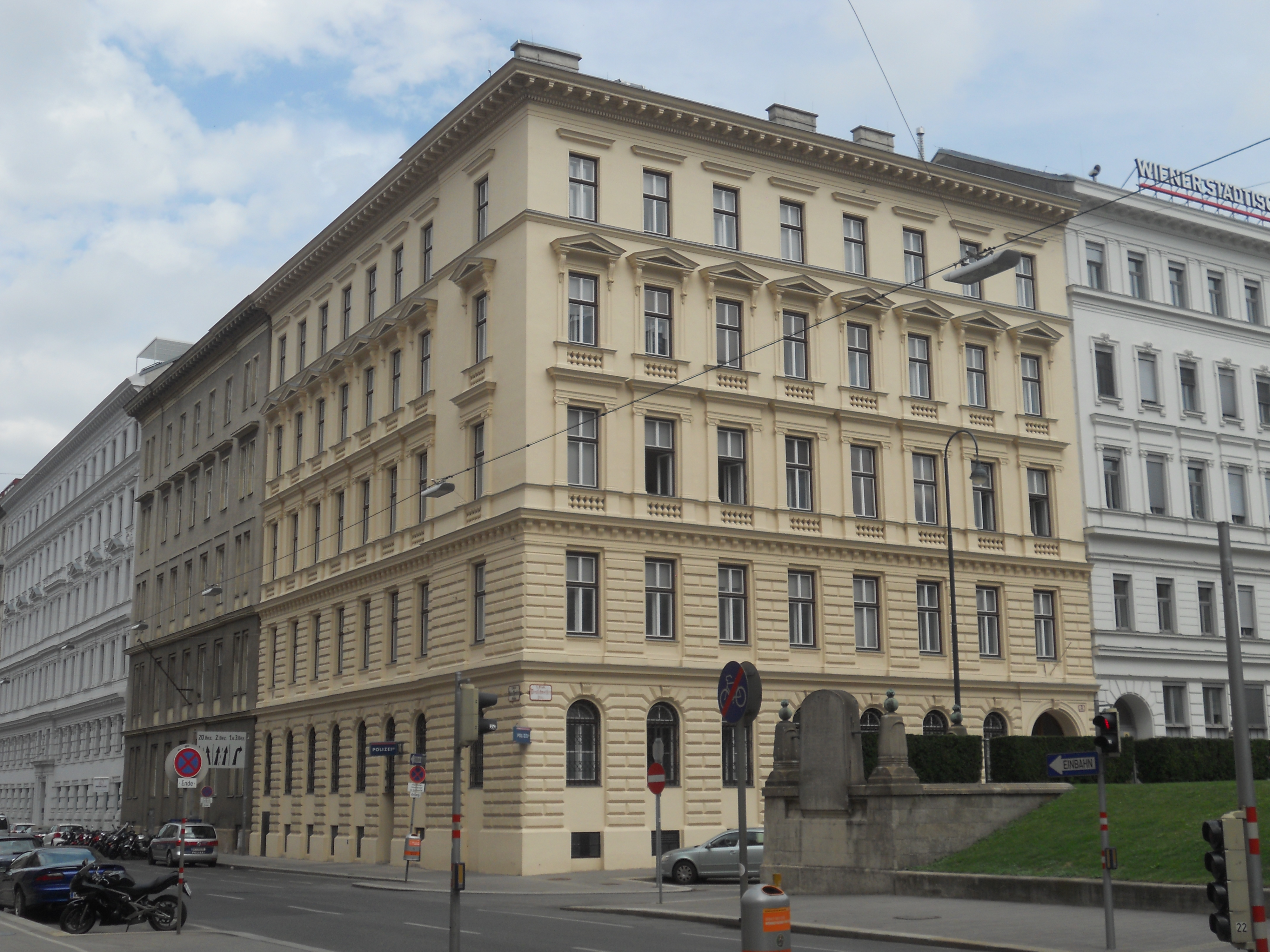
Deutschmeisterplatz 3

### Nr. 3: Eckhaus
Das Gebäude an der Ecke von Maria-Theresien-Straße und Deutschmeisterplatz wurde 1874 von Julius Dörfel erbaut. Die Fassade besteht aus einer hohen gequaderten Sockelzone und glatt verputzten Obergeschoßen mit Giebelfenstern. Im Hof befinden sich Pawlatschen. Das Foyer ist pilastergegliedert. Das Haus ist Sitz des Polizeikommissariates und Stadtpolizeikommandos Innere Stadt sowie der nach dem Platz benannten Polizeiinspektion mit Eingang in der Maria-Theresien-Straße.

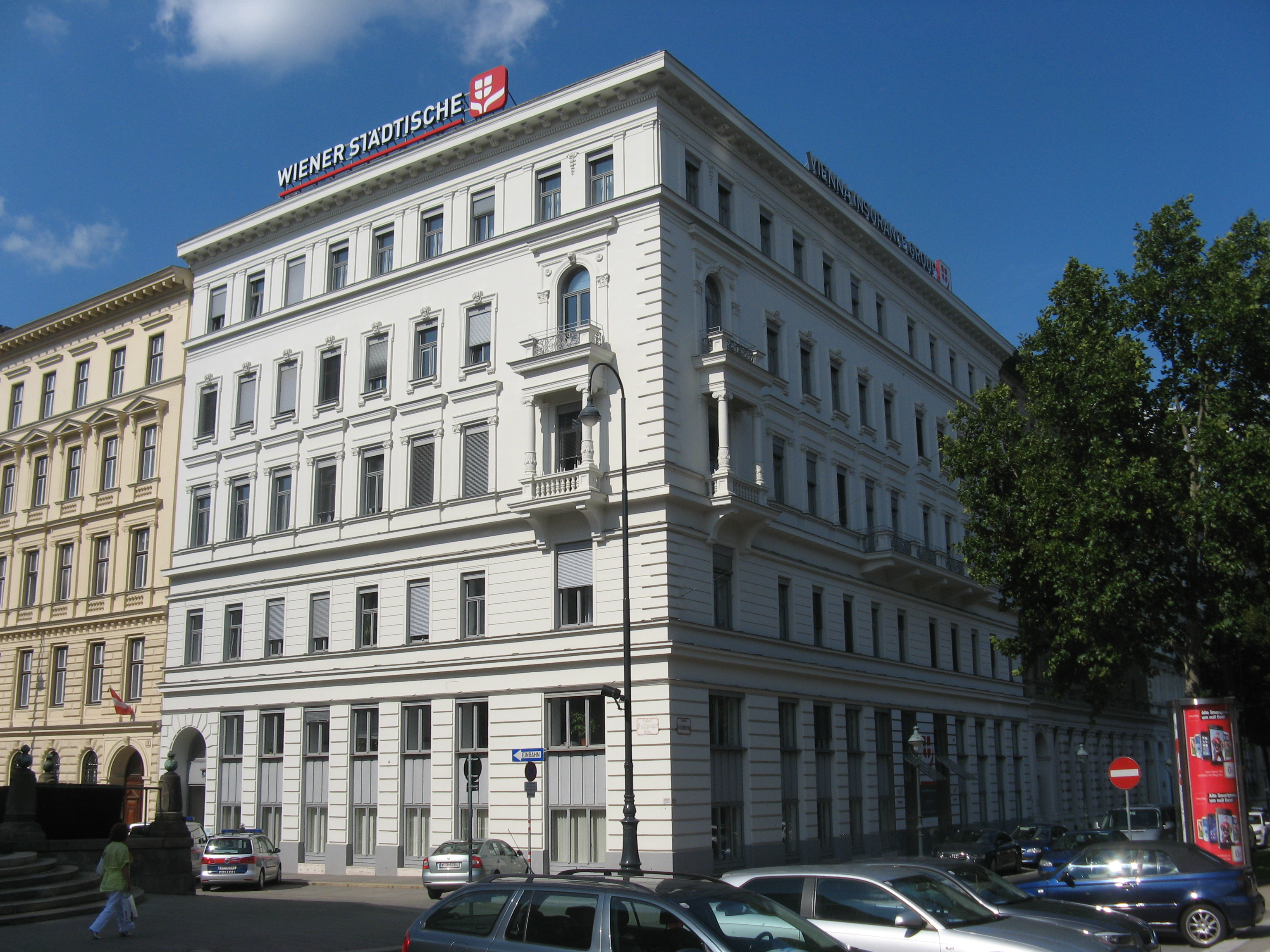
Deutschmeisterplatz 4

### Nr. 4: Miethaus
Das Gebäude an der Ecke Deutschmeisterplatz und Schottenring von 1875 wurde von Rudolf Neumayr erbaut. Seine ursprüngliche Fassade wurde stark reduziert. An den Fenstern sind ionische Pilaster, an den Balkonen ionische Säulen zu sehen.